# Маріамна (дочка Симона Боета)
Маріамна II (бл. 43 р. до н. е. — після 4 р. до н. е)  — третя дружина юдейського царя Ірода Великого, бабуся Саломії.
Була дочкою Симона бен-Боета, людини низького походження, священника, що походив із Александрії.
Як повідомляє Йосип Флавій, Маріамна була найкрасивішою жінкою свого часу, за що і сподобалася Іродові через кілька років після страти його попередньої другої дружини — Маріамни з дому Хасмонеїв.
Щоб дати їй вище суспільне становище, перш ніж зробити своєю дружиною, Ірод поставив її батька в єрусалимські первосвященики у 25 р. до н. е., змістивши при цьому попереднього первосвященника Ісуса бен Фіабі.
Єдиний син Маріамни, Ірод Боет (Ірод Филип (Пилип) І), одружився з Іродіадою і вважався спадкоємцем свого батька, Ірода Великого, який був його четвертим сином. У 4 році до н. е. після викриття чергового заговору і Антипатр посувається з першого місця претендента на трон, а замість нього стає Боет. Однак лише на короткий час. Після розслідування заговору стало відомим, що мати Ірода Боета Маріамна (ІІ) знала про заплановане отруєння Ірода Великого. За це її вигнали з двору, Ірода Боета викреслили із заповіту, а її батька Симона бен-Боета зняли із посади первосвященика.